# Open Grid Regional
Die Open Grid Regional GmbH (bis Mitte August 2012 E.ON Gasgrid GmbH) mit Sitz in Essen ist ein deutscher Netzbetreiber für Erdgas. Muttergesellschaft (100 %) ist die Open Grid Europe (OGE). Open Grid Regional betreibt das Netz der Ferngas Nordbayern mit einer Länge von rund 2100 km unter der Netzbetreibernummer 700342 im Rahmen eines Gebrauchs- und Nutzungsüberlassungsvertrages.

## Netz
Das betriebene Netz befindet sich nahezu vollständig in Bayern und konzentriert sich dort auf Nord- und Ostbayern. Es sind zahlreiche Netzkopplungspunkte zu Fernleitungsnetzbetreibern vorhanden. Schwerpunkt sind hier Anbindungen an die Netze von Open Grid Europe und GRTgaz.
Netzstrukturdaten
Das betriebene Netz hat eine Gesamtlänge von 2116 km und ist fast ausschließlich ein Hochdrucknetz (Stand: 31. Dezember 2015). Nur zwei Kilometer Leitung werden in der Mitteldruckebene betrieben.
Die Tabelle zeigt die Anteile der Rohrdurchmesserklassen am Gasleitungsnetz in der Hochdruckebene:
| Leitungsdurchmesserklasse | Länge   | Anteil |
| ------------------------- | ------- | ------ |
| A                         | 0       | 0 %    |
| B                         | 37 km   | 1,7 %  |
| C                         | 162 km  | 7,6 %  |
| D                         | 0 km    | 0 %    |
| E                         | 1203 km | 57,0 % |
| F                         | 706 km  | 33,3 % |
| G                         | 6 km    | 0,3 %  |
| gesamt                    | 2114 km | 100 %  |